# 415

415(사백십오)는 414보다 크고 416보다 작은 자연수다.

## 수학
- 합성수로, 그 약수는 1, 5, 83, 415다. 진약수의 합은 89이므로, 415는 부족수다.
  - 131번째 반소수다. 앞의 반소수는 413, 다음 반소수는 417이다.
- 10번째 십일각수다. 앞의 십일각수는 333, 다음은 506이다.
- {\displaystyle 415=7^{2}+8^{2}+9^{2}+10^{2}+11^{2}}
  - 연속하는 자연수 5개의 제곱합으로 나타낼 수 있으며, 이 성질을 지닌 앞의 수는 330, 다음 수는 510이다.

## 과학·기술
- NGC 415(영어판): 조각가자리 방향에 있는 나선은하.
- 415 팔라티아(영어판): 소행성.
- HTTP 415 (Unsupported Media Type→지원되지 않는 미디어 유형): 사용자가 요청한 미디어의 유형이 서버에서 지원하지 않는 유형일 때 웹 서버가 보내는 HTTP 상태 코드.

## 교통

### 철도
- 일본국유철도 415계 전동차
- 수도권 전철 4호선 미아역의 역번호.

### 도로
- 일본 415번 국도(일본어판): 이시카와현 하쿠이시에서 도야마현 도야마시까지 이어지는 일본의 국도.
- 415번 지방도: 강원특별자치도 영월군 북면 문곡리에서 강릉시 연곡면 행정리까지 이어지는 대한민국의 지방도.

## 군사
- U-415(영어판): 제2차 세계 대전에 사용된 나치 독일의 군용 잠수함.

## 문화유산
- 대한민국의 보물 제415호: 경주 기림사 건칠보살반가상
- 대한민국의 사적 제415호: 청주 정북동 토성

## 방송
- KT HCN의 미국 경제 방송인 CNBC 채널 번호.

## 기타
- 날짜: 4월 15일
- 연도: 415년, 기원전 415년
- 415(영어판): 과거 존재한 미국의 힙합 그룹.